# Emu Beach
Emu Beach ist ein Sandstrand im Süden des australischen Bundesstaats Western Australia. Er liegt bei dem Ort Emu Point.
Der Strand ist 160 Meter lang und bis zu 30 Meter breit. Er öffnet sich in Richtung Süden. Einige Fußwege führen zum Strand hinab.
Emu Beach wird nicht von Rettungsschwimmern bewacht.